# Más que una yunta
Más que una yunta es el único álbum de la banda de rock argentina De bueyes, lanzado en 2009.

## Lista de canciones
1. Transparencia (Righi / Suárez)
2. Un Dicho Popular (Suárez)
3. Me da Igual (Céspedes)
4. De una Pasión (Righi)
5. Decisiones
6. Canción Instantánea (Cèspedes)
7. Tardecitas (Céspedes / Righi)
8. Anclado (Righi / Suárez)
9. Dartagnan
10. Entrega
11. La Parada (Céspedes / Righi / Suárez)
12. Maricón